# Elfriede Kehrer
Elfriede Kehrer (* 10. leden 1948 v Linci) je rakouská básnířka.

## Životopis
Studovala sochařství ve Vídni. Roku 2003 jí byla udělena cena Feldkircher Lyrikpreis. Je vdaná za sochaře Franze Kehrera a žije v Ennebergu v Jižním Tyrolsku .

## Dílo
- Lichtschur, Skarabaeus Verlag, Innsbruck 2005
- An Riffen des Lichts, Edition Thanhäuser, Ottensheim an der Donau 2001
- Schärfe die Schatten, Skarabaeus, 2010